# لي دانيال (منافسة ألعاب القوى)
لي دانيال (بالإنجليزية: Leigh Daniel)‏ هي منافسة ألعاب القوى أمريكية، ولدت في 6 أغسطس 1978 في لوبوك في الولايات المتحدة.